# Drogi wodne we Wrocławiu
Drogi wodne we Wrocławiu są częścią Odrzańskiej Drogi Wodnej, która stanowi część Europejskiej Drogi Wodnej E–30. Samo miasto Wrocław również od początku swojej historii, korzystało z rzeki Odra, jako szlaku żeglugowego. Na Odrze prowadzono wiele inwestycji i robót hydrotechnicznych związanych z poprawą żeglowności i możliwości transportowych oraz bezpieczeństwem przeciwpowodziowym. Obecny kształt dróg wodnych we Wrocławiu jest wynikiem właśnie takich inwestycji prowadzonych w XIX i XX wieku. Odra w obrębie miasta jest rzeką skanalizowaną. Istotnym elementem tych dróg wodnych są stopnie wodne na Odrze, umożliwiające pokonanie różnic w poziomach wodny na szlaku żeglugowym, za pomocą śluz komorowych. 

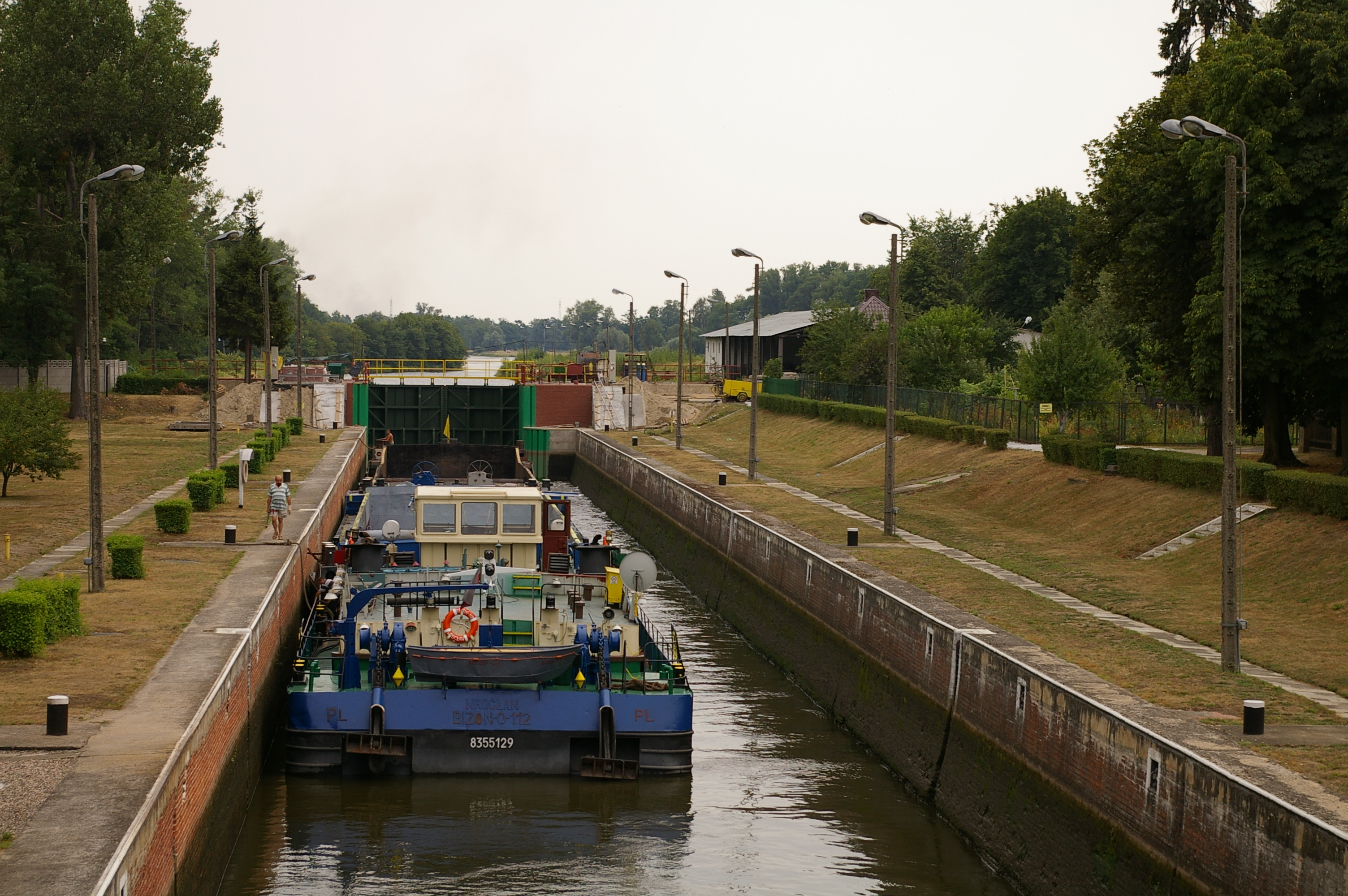
Śluza Bartoszowice

Przez miasto, w ramach Odrzańskiej Drogi Wodnej, prowadzą trzy drogi wodne:
- północna (tranzytowa[5], główna[6])
- miejska (śródmiejska[5])
- mieszczańska (węzeł śródmiejski[5]).

## Przebieg dróg wodnych przez Wrocław
Początek dróg wodnych we Wrocławiu znajduje się w południowo-wschodniej części miasta, gdzie Odra wpływa do Wrocławia. Ten odcinek rzeki nazywany jest Górną Odrą Wrocławską. W rejonie osiedli: Opatowice, Bartoszowice, Strachocin, swój początek mają dwa szlaki wodne: 
- północny (tranzytowy), którego początkowy odcinek biegnie Kanałem Żeglugowym, oraz
- miejski, którego początkowy odcinek biegnie przez Kanał Opatowicki.

W rejonie osiedla Dąbie, Plac Grunwaldzki i Rakowiec, od głównego kanału Odry, odchodzi Miejski Szlak Żeglugowy przez Przekop Szczytnicki, natomiast szlak mieszczański prowadzi korytem Odry w kierunku centrum miasta i węzła śródmiejskiego. Wszystkie te trzy drogi wodne łączą się w rejonie osiedli: Kleczków, Popowice, Różanka i Osobowice, ponownie w jedną drogę – pojedyncze koryto Odry, tzw. Dolna Odra Wrocławska, które prowadzi poza Wrocław, w północno-zachodniej części miasta. Długość szlaku Odry we Wrocławiu wynosi ok. 26 km.

## Znaczenie poszczególnych szlaków wodnych
Obecnie największe znaczenie dla transportu wodnego ma północna droga woda. Posiada ona najwyższe parametry żeglugowe, spośród istniejących trzech szlaków wodnych Wrocławia. Jest również odpowiednio utrzymana. Wymiary śluz zbudowanych na tej drodze są dostosowane do współczesnych parametrów jednostek pływających na tej drodze wodnej. Pozostałe dwie drogi wodne nie mają już znaczenia dla transportu. Są za to wykorzystywane w żegludze turystycznej i rekreacyjnej. Prowadzone są na nich rejsy białej floty. Decydują o tym nie tylko ograniczenia dotyczące parametrów szlaku, mniejsze wymiary śluz, za małe światło przepraw mostowych, za mała głębokość tranzytowa, nie odpowiadające potrzebom i wymiarom pojedynczych statków lub zestawów, lecz także ograniczenia w możliwości śluzowania jednostek, wynikające z ograniczeń w obsłudze śluz wprowadzonych przez administratora poszczególnych stopni wodnych.

## Drogi wodne we Wrocławiu

### Północna droga wodna

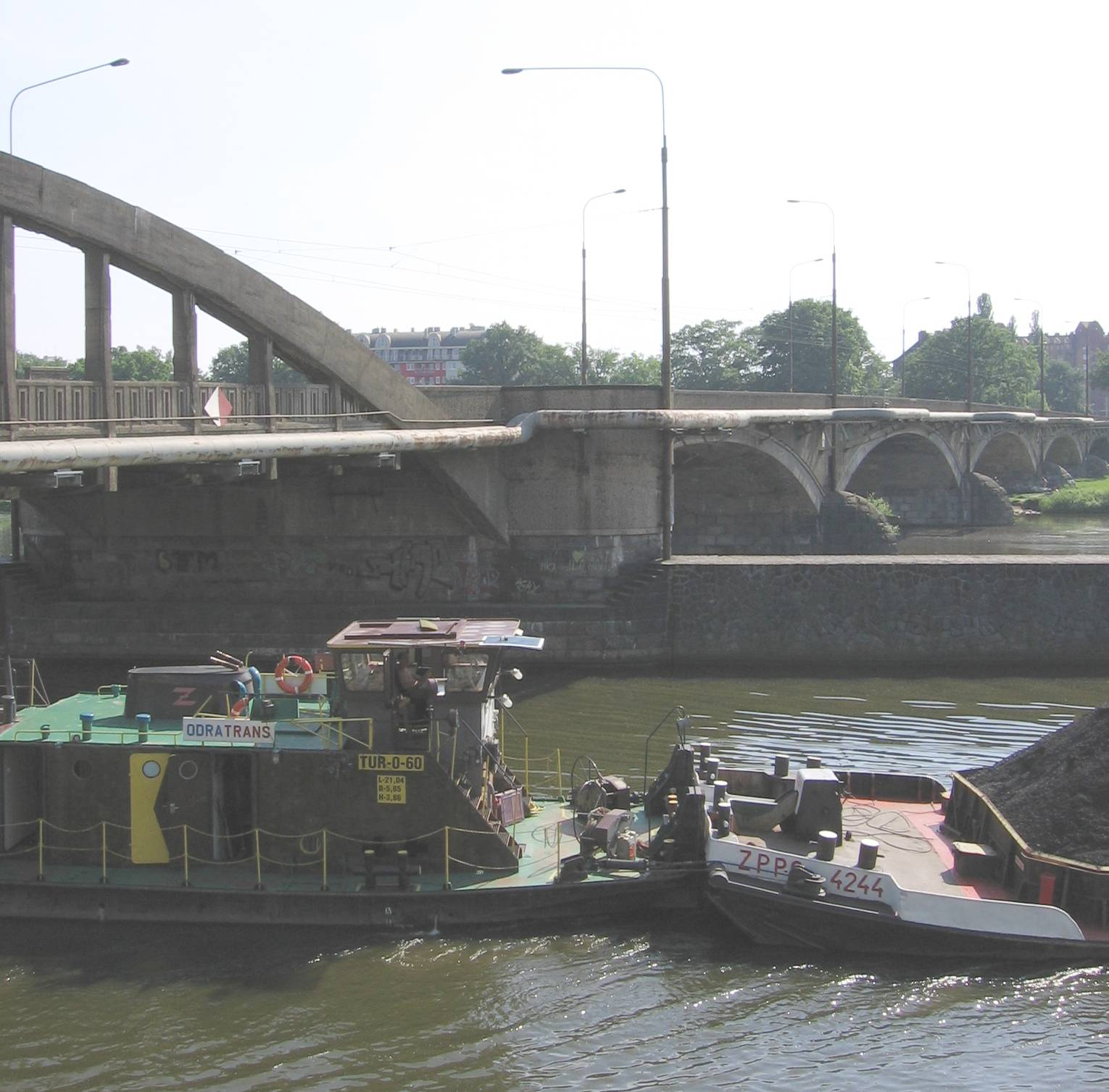
Końcowy odcinek Kanału Żeglugowego przy Mostach Warszawskich

Północny szlak wodny stanowi w swej istocie obwodnicę centrum Wrocławia dla transportu wodnego. Powstała w latach 1913–1917. Jej długość wynosi 10,7 km. Przebieg tego szlaku jest następujący:
- początek: Górna Odra Wrocławska
- Kanał Żeglugowy – Śluza Bartoszowice, Śluza Zacisze
- Stara Odra
- Kanał Różanka – Śluza Różanka
- koniec: Stara Odra i dalej Dolna Odra Wrocławska – Śluzy Rędzin.

Na tej drodze zapewnione są najlepsze parametry dla żeglugi: głębokości w kanałach śluzowych i kanałach żeglugowych – około 2,5 m, na szlaku rzecznym minimum 1,80 m. Jest to droga wodna III klasy międzynarodowej, ujęta w wykazie śródlądowych dróg wodnych opublikowanym w rozporządzeniu Rady Ministrów w sprawie śródlądowych dróg wodnych.
| śluza wodna  | Śluzy Janowice (przed Wrocławiem) | Śluzy Janowice (przed Wrocławiem) | Śluza Bartoszowice | Śluza Bartoszowice | Śluza Bartoszowice | Śluza Zacisze | Śluza Zacisze | Śluza Zacisze | Śluza Różanka | Śluza Różanka | Śluza Różanka | Śluzy Rędzin | Śluzy Rędzin | Śluzy Rędzin | Śluza Brzeg Dolny (za Wrocławiem) | Śluza Brzeg Dolny (za Wrocławiem) |
| ------------ | --------------------------------- | --------------------------------- | ------------------ | ------------------ | ------------------ | ------------- | ------------- | ------------- | ------------- | ------------- | ------------- | ------------ | ------------ | ------------ | --------------------------------- | --------------------------------- |
| odległość km |                                   | 8,70                              | 8,70               |                    | 4,50               | 4,50          |               | 3,92          | 3,92          |               | 6,49          | 6,49         |              | 22,51        | 22,51                             |                                   |

### Miejska droga wodna

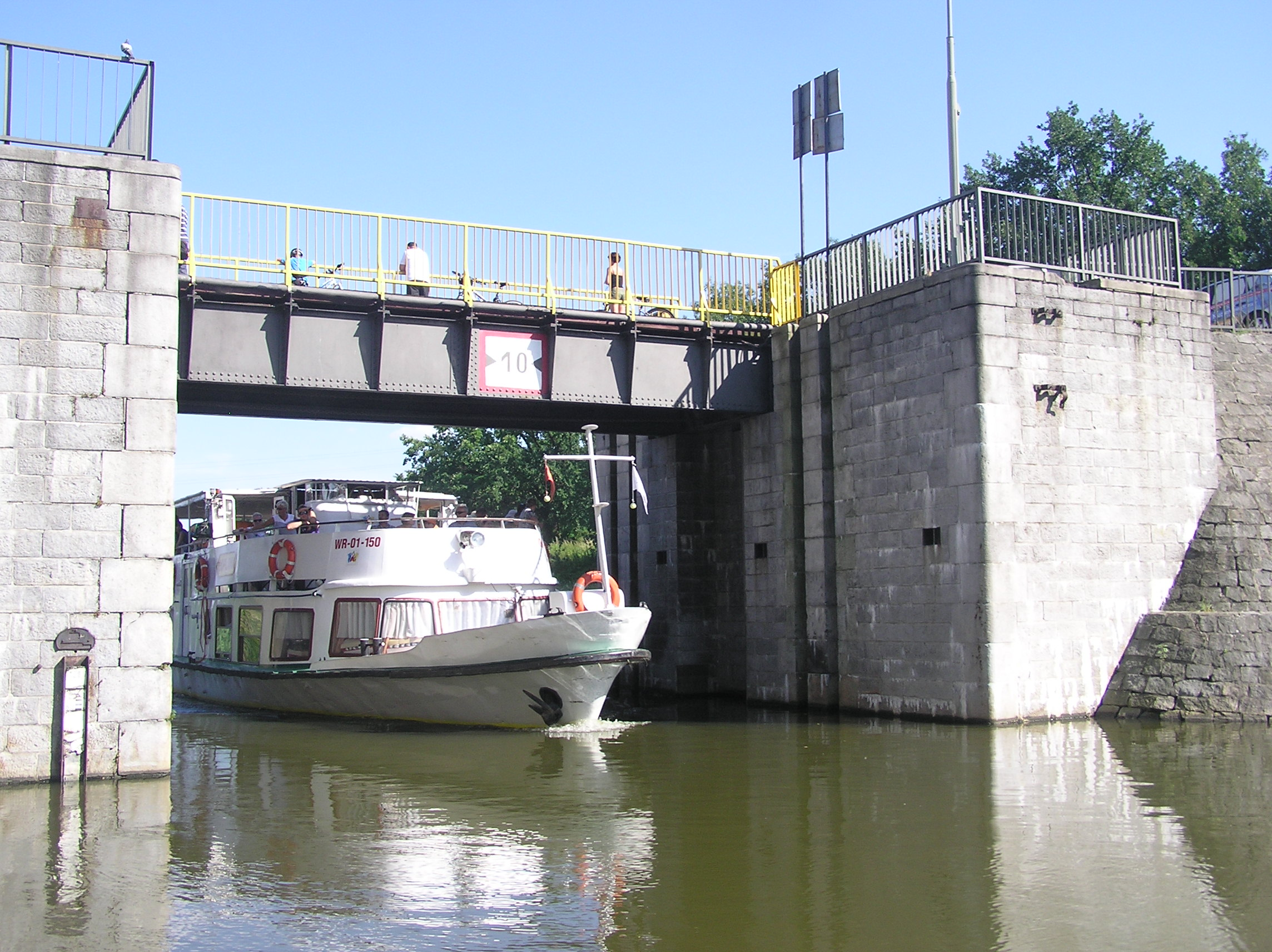
Brama Przeciwpowodziowa

Szlak ten powstał w latach 1892–1897. Nazywany był: Droga Wielkiej Żeglugi, Szlak żeglugowy śródmiejski, Wrocławski Szlak Miejski. 
Jest to droga wodna II klasy, ujęta w wykazie śródlądowych dróg wodnych opublikowanym w rozporządzeniu Rady Ministrów w sprawie śródlądowych dróg wodnych. Przebieg tego szlaku jest następujący:
- początek: Górna Odra Wrocławska
- Kanał Opatowicki – Śluza Opatowice
- Odra
- Przekop Szczytnicki – Śluza Szczytniki
- Stara Odra
- Kanał Miejski – Śluza Miejska
- koniec: Stara Odra i dalej Dolna Odra Wrocławska – Śluzy Rędzin.

| śluza wodna  | Śluzy Janowice (przed Wrocławiem) | Śluzy Janowice (przed Wrocławiem) | Śluza Opatowice | Śluza Opatowice | Śluza Opatowice | Śluza Szczytniki | Śluza Szczytniki | Śluza Szczytniki | Śluza Miejska | Śluza Miejska | Śluza Miejska | Śluzy Rędzin | Śluzy Rędzin | Śluzy Rędzin | Śluza Brzeg Dolny (za Wrocławiem) | Śluza Brzeg Dolny (za Wrocławiem) |
| ------------ | --------------------------------- | --------------------------------- | --------------- | --------------- | --------------- | ---------------- | ---------------- | ---------------- | ------------- | ------------- | ------------- | ------------ | ------------ | ------------ | --------------------------------- | --------------------------------- |
| odległość km |                                   | 8,40                              | 8,40            |                 | 5,60            | 5,60             |                  | 6,70             | 6,70          |               | 6,60          | 6,60         |              | 22,51        | 22,51                             |                                   |

### Mieszczańska droga wodna

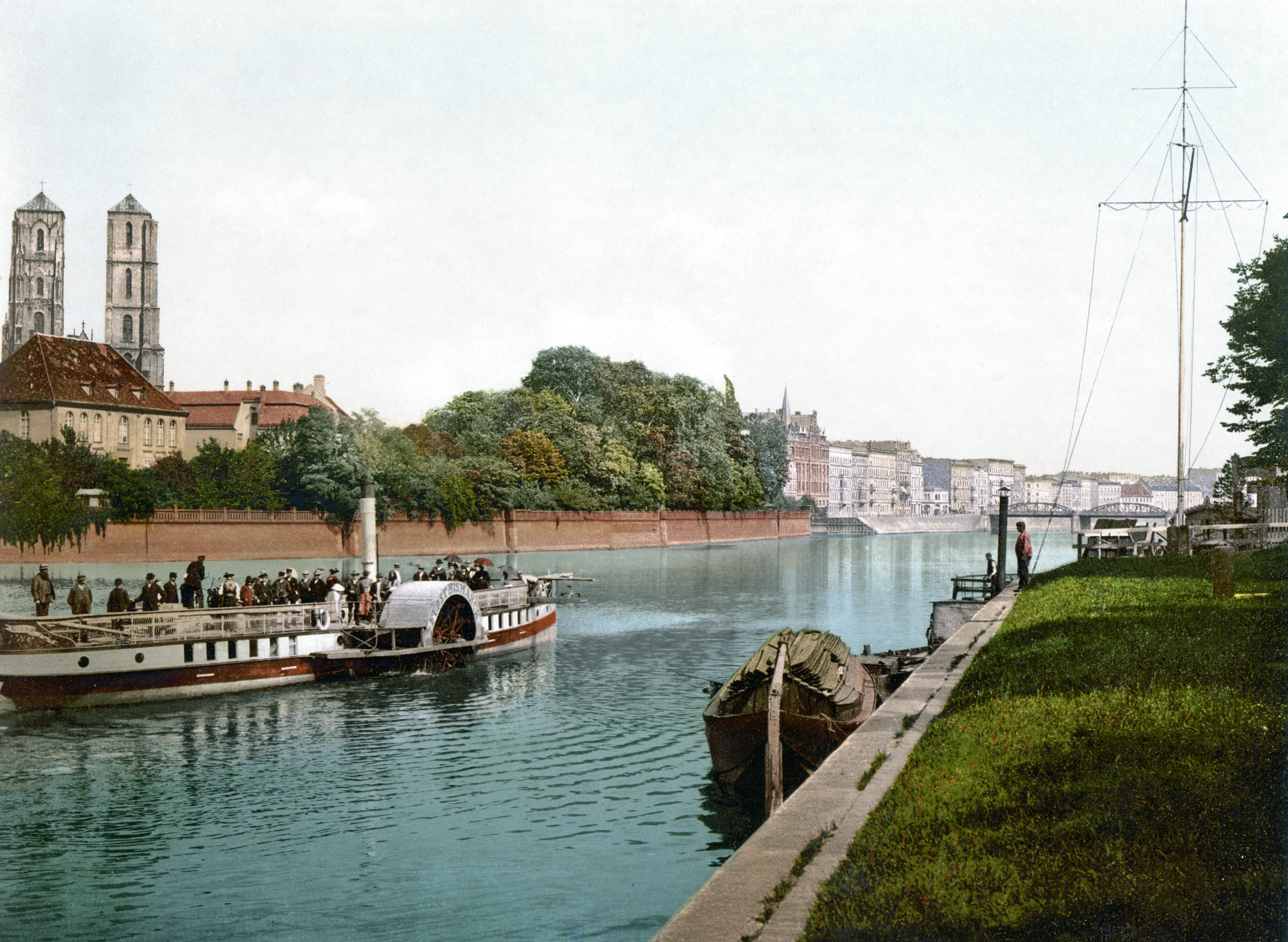
Odra Śródmiejska

Jest to najstarsza droga wodna prowadząca przez Śródmiejski Węzeł Wodny. Stosuje się także nazwę: śródmiejska droga wodna. Elementy tej drogi powstawały sukcesywnie, np. Śluza Piaskowa w 1792, przebudowa w 1820 r., modernizacja w 1882 r.; Śluza Mieszczańska w 1794 r., przebudowana w latach 1874-1879. Ten szlak wodny nie stanowi drogi wodnej w rozumieniu rozporządzenia Rady Ministrów w sprawie śródlądowych dróg wodnych – wykaz śródlądowych dróg wodnych. Śródmiejskie szlaki żeglugowe zostały udostępnione dla żeglugi przez Regionalny Zarząd Gospodarki Wodnej we Wrocławiu. Przebieg tego szlaku jest następujący:
- początek: Odra od Przekopu Szczytnickiego
- Węzeł Śródmiejski Górny – Śluza Piaskowa (w górę rzeki), Upust powodziowy Klary (w dół rzeki)
- Węzeł Śródmiejski Dolny – Śluza Mieszczańska
- Odra Południowa
- koniec: połączenie ze Starą Odrą i dalej Dolna Odra Wrocławska – Śluzy Rędzin.

| śluza wodna  | Śluzy Janowice (przed Wrocławiem) | Śluzy Janowice (przed Wrocławiem) | Śluza Opatowice | Śluza Opatowice | Śluza Opatowice | Śluza Piaskowa | Śluza Piaskowa | Śluza Piaskowa | Śluza Mieszczańska | Śluza Mieszczańska | Śluza Mieszczańska | Śluzy Rędzin | Śluzy Rędzin | Śluzy Rędzin | Śluza Brzeg Dolny (za Wrocławiem) | Śluza Brzeg Dolny (za Wrocławiem) |
| ------------ | --------------------------------- | --------------------------------- | --------------- | --------------- | --------------- | -------------- | -------------- | -------------- | ------------------ | ------------------ | ------------------ | ------------ | ------------ | ------------ | --------------------------------- | --------------------------------- |
| odległość km |                                   | 8,40                              | 8,40            |                 | 9,20            | 9,20           |                | 0,60           | 0,60               |                    | 8,30               | 8,30         |              | 22,51        | 22,51                             |                                   |